# Statuto della Regione Puglia
(art. 1 comma 1 dello Statuto della Regione Puglia)
Lo Statuto della Regione Puglia è uno degli statuti delle regioni italiane.
Esso è in vigore nel territorio della Regione Puglia ed è di tipo "ordinario", essendo la Puglia una regione a statuto ordinario della Repubblica Italiana. La sua prima versione fu approvata con la legge dello Stato italiano del 22 maggio 1971, n. 349. Come noto, infatti, le regioni italiane, pur essendo state previste nella Costituzione già dal 1948, non furono istituite che nell'anno 1970, in seguito all'emanazione della Legge 16 maggio 1970, n. 281 e dal relativo regolamento di attuazione, il DPR 15 gennaio 1972, n. 8, i quali decretarono l'istituzione vera e propria delle regioni italiane come enti territoriali. In particolare, il DPR 8/1972 regolò le modalità operative del trasferimento delle funzioni amministrative statali alle regioni a statuto ordinario.
L'articolo 123 della Costituzione della Repubblica Italiana sancisce che "ciascuna Regione ha uno statuto che, in armonia con la Costituzione, ne determina la forma di governo e i principi fondamentali di organizzazione e funzionamento"; dovendo essere "in armonia con la Costituzione", lo statuto deve essere conforme ai poteri e ai limiti imposti dalla Costituzione alle Regioni. In particolare la Costituzione, agli artt. 114-133, definisce il ruolo, i poteri e i limiti delle Regioni.
Sono ravvisabili alcune affinità con gli organi dello Stato italiano. In particolare, la Giunta regionale avrebbe funzioni grosso modo sovrapponibili a quelle del Consiglio dei Ministri, mentre il Consiglio regionale sarebbe analogo a una delle due Camere. Il Presidente della Giunta regionale, infine, potrebbe essere considerato analogo alle figure di Presidente del Consiglio dei Ministri e di Presidente della Repubblica.

## Approvazione e modifica
Secondo l'articolo 123 della Costituzione, "lo statuto di una regione è approvato o modificato dal Consiglio regionale a maggioranza assoluta dei suoi componenti, con due deliberazioni successive adottate ad intervallo non minore di due mesi".
Resta ferma per il Governo italiano la possibilità di sollevare, entro trenta giorni dalla sua pubblicazione, una questione di legittimità costituzionale dinanzi alla Corte costituzionale su uno statuto regionale approvato o modificato.
Nel caso ne faccia richiesta un cinquantesimo degli elettori della Regione oppure un quinto dei componenti del Consiglio regionale, lo statuto (e, presumibilmente, anche le sue modifiche) è sottoposto a referendum. Lo statuto sottoposto a referendum non è promulgato se non è approvato dalla maggioranza dei voti validi.

## Organi politici

### Consiglio regionale
Il Consiglio della Regione Puglia è composto da 50 componenti, oltre al Presidente della Giunta regionale. Il numero di membri è stato ridotto grazie a una modifica dello statuto operata dall'allora presidente della Giunta regionale Nichi Vendola. I consiglieri regionali, assieme al Presidente della Giunta, sono "eletti a suffragio universale dai cittadini, donne e uomini, iscritti nelle liste elettorali dei comuni della Puglia, con voto diretto, personale, eguale, libero e segreto" (art. 24 comma 1).
Il Consiglio regionale ha i seguenti poteri (art. 22):
- approva il piano di sviluppo generale e ne verifica periodicamente l'attuazione;
- approva il documento annuale di programmazione economica e finanziaria;
- approva con legge i principi e gli indirizzi della programmazione generale, intersettoriale e settoriale, la cui attuazione è disciplinata dai regolamenti di cui all'articolo 44;
- approva la legge finanziaria regionale annuale, il bilancio di previsione annuale e pluriennale, il rendiconto generale e l'esercizio provvisorio;
- esercita la potestà regolamentare in ordine alla propria organizzazione funzionale e contabile;
- esercita la potestà regolamentare nelle materie di competenza esclusiva statale ove delegata alla Regione. Il Consiglio regionale, a maggioranza dei componenti, può attribuire alla Giunta regionale l'approvazione dei regolamenti delegati; la Giunta regionale provvede previo parere obbligatorio della Commissione consiliare competente ai sensi dell'articolo 44;
- delibera le nomine che gli sono attribuite espressamente dalla Costituzione, dal presente Statuto e dalle leggi;
- propone alle Camere, ai sensi dell'articolo 121 della Costituzione, i progetti di legge che coinvolgono gli interessi della Regione e richiede lo svolgimento dei referendum nazionali previsti dagli articoli 75 e 138 della Costituzione;
- esprime i pareri previsti dagli articoli 132 e 133 della Costituzione;
- provvede all'istituzione di nuovi Comuni, alla modificazione delle loro circoscrizioni e denominazioni a norma dell'articolo 133, secondo comma, della Costituzione;
- ratifica con legge le intese previste al penultimo comma dell'articolo 117 della Costituzione;
- esercita ogni altra potestà e funzione conferitagli dalla Costituzione, dal presente Statuto e dalle leggi.

Inoltre il Consiglio regionale può presentare una mozione di sfiducia nei confronti del Presidente della Giunta attraverso mozione motivata presentata da almeno un quinto dei suoi membri. La mozione viene votata per appello nominale ed è approvata col voto favorevole della maggioranza assoluta dei Consiglieri in carica (art. 22 comma 3).
"L'approvazione della mozione di sfiducia nei confronti del Presidente della Giunta regionale, nonché la rimozione, l'impedimento permanente, la morte o le dimissioni volontarie dello stesso comportano le dimissioni della Giunta e lo scioglimento del Consiglio. In ogni caso i medesimi effetti conseguono alle dimissioni contestuali della maggioranza dei componenti il Consiglio" (art. 22 comma 4).
Il Consiglio regionale ha anche un Presidente, due Vicepresidenti e due Segretati, che costituiscono l'Ufficio di Presidenza del Consiglio regionale.

### Presidente della Giunta regionale
Il Presidente della Giunta regionale è anche chiamato Presidente della Regione Puglia e "rappresenta la Regione" (art. 42 comma 1).
"Il Presidente della Giunta regionale è eletto a suffragio universale dai cittadini, donne e uomini, iscritti nelle liste elettorali dei comuni della Puglia, con voto diretto, personale, eguale, libero e segreto, contestualmente alla elezione del Consiglio ed è componente dello stesso" (art. 41 comma 1).
Il Presidente inoltre esercita i seguenti poteri (art. 41 comma 2):
- dirige la politica generale della Regione e la sua organizzazione amministrativa e ne è responsabile;
- nomina e revoca i componenti della Giunta, ai quali attribuisce e revoca i relativi incarichi;
- promulga le leggi ed emana i regolamenti;
- dirige le funzioni amministrative delegate dallo Stato alla Regione, ai sensi dell'articolo 118, terzo comma, della Costituzione, conformandosi alle istruzioni del Governo della Repubblica;
- indice i referendum previsti dallo Statuto regionale;
- riferisce annualmente al Consiglio regionale sullo stato di attuazione del piano di sviluppo regionale, dei piani e dei programmi attuativi e sulla situazione gestionale complessiva della Regione;
- può adottare ordinanze di necessità e provvedimenti di urgenza salvo ratifica della Giunta regionale;
- adotta provvedimenti di organizzazione degli uffici regionali a eccezione degli uffici del Consiglio regionale.

### Giunta regionale
"La Giunta regionale è formata dal Presidente e da un numero di componenti, compreso il Vice Presidente, non superiore a un quinto dei consiglieri assegnati alla Regione". Possono essere membri della Giunta regionale solo i consiglieri regionali eletti (art. 43). Il Presidente della Giunta regionale "nomina e revoca i componenti della Giunta" (art. 42).
I principali poteri attribuiti alla Giunta regionale sono quelli di:
- emanare i regolamenti esecutivi e di attuazione delle leggi regionali e degli atti dell'Unione europea. La legge regionale indica le norme sulle quali la Giunta regionale può emettere regolamenti.  Le materie oggetto di legislazione concorrente non possono essere delegificate (art. 44 comma 1).
- predisporre il bilancio di previsione e il rendiconto generale e le relative variazioni e ogni altro atto di programmazione finanziaria (art. 44 comma 4);
- gestire il bilancio, amministrare il patrimonio e il demanio regionale; deliberare in ordine ai contratti secondo le modalità di legge (art. 44 comma 4); dare piena attuazione al piano regionale di sviluppo economico e sociale;
- deliberare in materia di liti attive e passive, di rinunce e transazione; deliberare sulla proposizione dei ricorsi alla Corte costituzionale e alla Corte di giustizia delle Comunità europee (art. 44 comma 4);
- sovrintendere alla gestione dei beni pubblici regionali e vigilare sugli enti e aziende dipendenti dalla Regione o con partecipazione regionale (art. 44 comma 4);
- esercitare ogni altra attribuzione e funzione amministrative che dalla Costituzione, dal presente Statuto o dalle leggi non sono demandate espressamente alla competenza del Consiglio regionale (art. 44 comma 4).

## Organi secondari

### Consiglio delle autonomie locali (art. 45)
Lo statuto istituisce anche il Consiglio delle autonomie locali, il quale è un "organo di rappresentanza e di partecipazione delle autonomie locali, al fine di favorirne l'intervento nei processi decisionali della Regione, di esercitare la funzione di raccordo e consultazione permanente tra Regione ed enti locali e di verificare l'attuazione del principio di sussidiarietà nell'esercizio delle funzioni regionali". In virtù delle funzioni attribuite, potrebbe essere grosso modo considerato analogo alla Conferenza Stato-Regioni.

### Consiglio statutario regionale (art. 47)
Lo statuto prevede anche l'istituzione del Consiglio statutario regionale. Esso ha funzioni che, seppur diverse, per certi versi risultano simili a quelle della Corte costituzionale. L'organo, infatti, verifica, su richiesta, l'incompatibilità statutaria delle proposte di legge regionali. Nello specifico ha i seguenti compiti:
- interviene, su richiesta, nella verifica della incompatibilità statutaria delle proposte di legge eventualmente dichiarata dalla competente Commissione consiliare, nei casi previsti dal regolamento interno del Consiglio regionale;
- verifica l'ammissibilità dei referendum, la sussistenza del quorum previsto per la richiesta di referendum statutario e l'ammissibilità dell'iniziativa legislativa popolare e dei soggetti previsti al comma 2 dell'articolo 15;
- esprime parere non vincolante nella valutazione delle capacità dei soggetti non pubblici che la Regione individua per il conferimento dei compiti di per sé pubblici.

In base all'articolo 48, il Consiglio statutario regionale è eletto dal Consiglio regionale ed è composto:
- da tre Consiglieri regionali non in carica eletti, con voto limitato a due, tra coloro che hanno esercitato la funzione per almeno dieci anni;
- da due esperti in discipline giuridiche, eletti con voto limitato a uno.

### Autorità di garanzia (art. 50)
"Sono istituite, con sede presso il Consiglio regionale, le Autorità di garanzia, con poteri di accesso agli atti normativi e amministrativi e con funzioni di tutela e salvaguardia, nell'interesse della più compiuta fruizione dei diritti garantiti. Esse possono, altresì, richiedere alla Regione l'adozione di specifiche misure."
"Sono Autorità di garanzia:
- l'Ufficio della difesa civica, che agisce a tutela dei diritti e degli interessi di persone ed enti nei confronti dei soggetti, individuati dalla legge, che esercitano una funzione pubblica o di interesse pubblico per garantire l'imparzialità, il buon andamento e la trasparenza nell'azione amministrativa; interviene, altresì, nella tutela dei diritti e dei principi fondamentali di cui agli articoli 3 e 6, nella tutela non giurisdizionale dell'infanzia, degli adolescenti e dei minori, nella tutela dei diritti umani e delle libertà fondamentali degli immigrati, nella tutela dei diritti e degli interessi dei consumatori e degli utenti;
- il Consiglio generale dei pugliesi nel mondo, che interviene nella tutela dei diritti dei cittadini pugliesi stabilitisi all'estero;
- il Comitato per l'informazione e la comunicazione (CO.RE.COM), che interviene a tutela della conoscenza e trasparenza dell'azione legislativa e amministrativa."